# Sant Joan de Labritja
Sant Joan de Labritja és un municipi de l'illa d'Eivissa. L'alçada màxima del terme és de 410 metres a es Fornàs. El municipi consta de quatre parròquies: Sant Joan de Labritja (Poble) (abans Sant Joan Baptista), Sant Miquel de Balansat, Sant Vicent de sa Cala i Sant Llorenç de Balàfia.
El gentilici joancí o joaní no es referix al municipi sinó al poble de Sant Joan. Els altres pobles tenen els seus propis gentilicis: llorencer a Sant Llorenç, miqueler a Sant Miquel, caler a Sant Vicent.
L'escut del municipi fa referència a l'antiga família noble. De fet, aquest escut es pot trobar a l'antiga residència d'aquesta família al Carrer Major, a Dalt Vila.

## Economia
De la superfície útil de cultiu l'any 1982 es cultivaven 3.239 ha i predominaven els fruiters de secà. Els centres econòmics principals són: Portinatx, es Port de Sant Miquel, na Xemena, cala Xarraca i la cala de Sant Vicent.

## Entitats de població
Conté, a banda dels nuclis llistats dessota, entre d'altres: la vénda de Benirràs, la vénda de Cas Ripolls, la de Cas Vidals, la des Cavallers, la d'es Niu des Corbs, Rubió i la de Labritja. I també una gran urbanització: Punta Grossa.

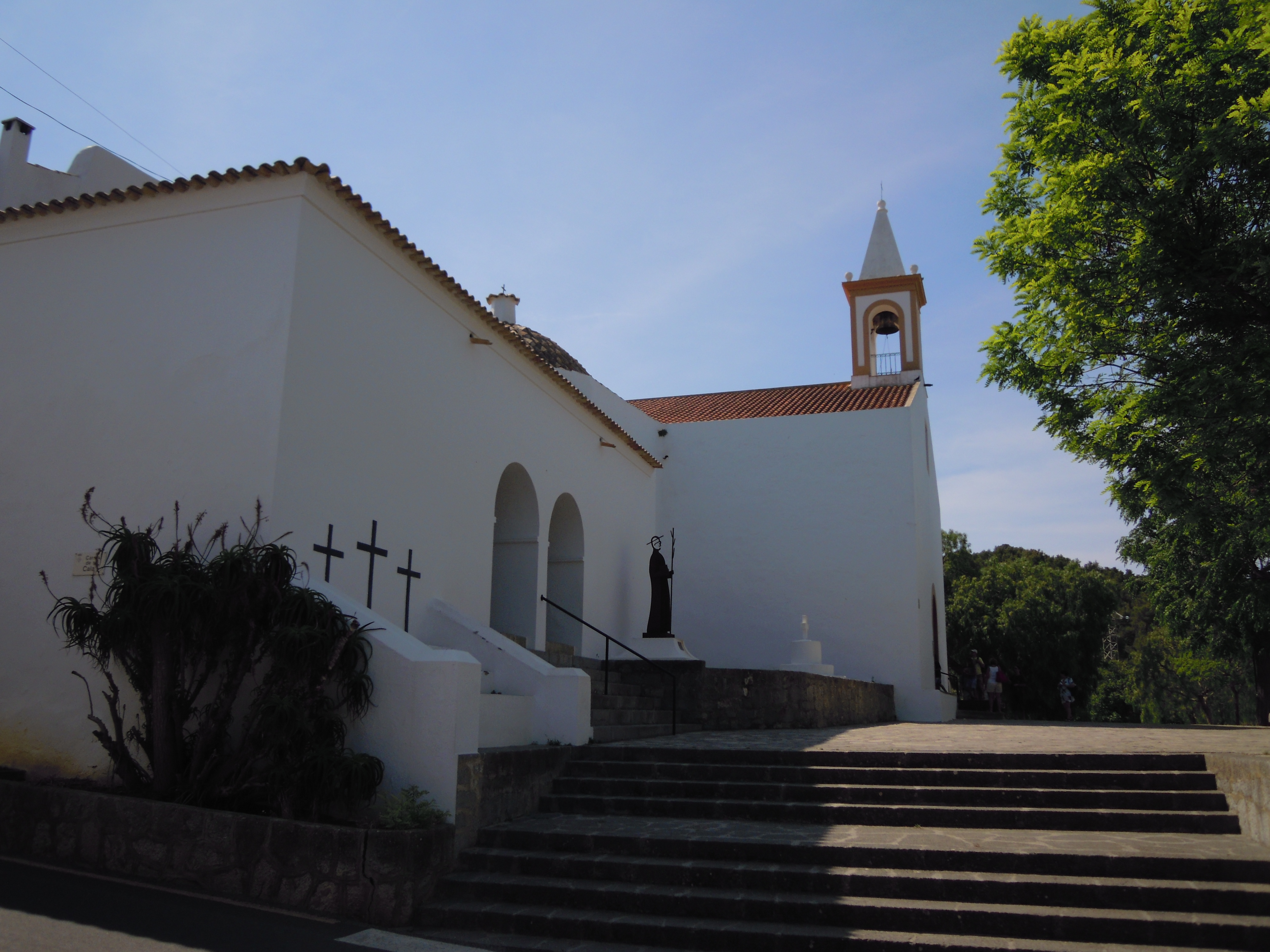
Parròquia de Sant Joan de Labritja

| Entitat de població     | Habitants (2015) |
| ----------------------- | ---------------- |
| Cala de Portinatx       | 590              |
| Cala de Sant Vicent     | 121              |
| Port de Sant Miquel     | 153              |
| Sant Joan de Labritja   | 1.101            |
| Sant Llorenç de Balàfia | 1.633            |
| Sant Miquel de Balansat | 1.931            |
| Sant Vicent de sa Cala  | 343              |
| Font: IBESTAT           |                  |

## Geografia

### Petits cims
El relleu no és gaire accidentat a l'illa d'Eivissa. A Sant Joan de Labritja podem trobar les següents formacions muntanyoses:
Es Pujolots, que arriben als 195 metres d'altitud, situats a Sant Miquel de Balansat; Sa Serra, conjunt elevat que assoleix els 176 metres, situada a la vénda des Rubió, a mestral de Sant Miquel de Balansat. Però sobretot en destaca el Puig Pelat (245 m), a la vénda de Rubió.

### Cales
- Cala de Portinatx.
- Cala de Sant Vicent.
- Cala d'en Serra.[14]
- Cala Xarraca.[1]
- Cala Xuclà.
- Es Portitxol de Rubió.[15]
- Port de Benirràs.[3]
- Port de ses Caletes.[16]